# Comunero
Pour les articles homonymes, voir Comunero (homonymie).

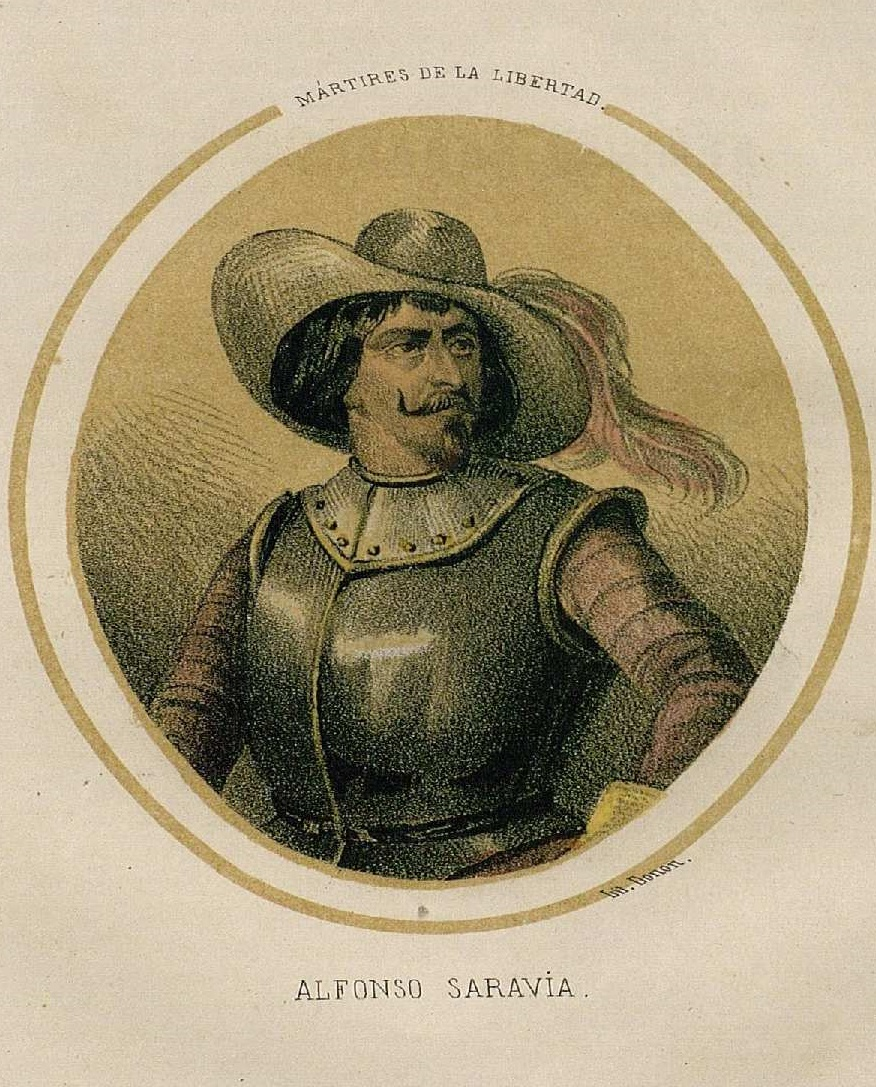
Alonso de Saravia. Illustration de "Les martyrs de la liberté espagnole, c'est-à-dire l'histoire des notables du parti libéral de notre pays qui ont péri sur l'échafaud, ou ont succombé à la tyrannie à cause de leurs convictions politiques" par Victoriano Ameller et Mariano Castillo, Madrid, Luis García Printing, 1853. Bibliothèque nationale d'Espagne

On entend par comunero toute personne ayant participé de façon plus ou moins active à la révolte des Communautés de Castille dans les années 1520-1521.

## Historique
Le mot comunero dérive du terme Comunidades (Communautés en castillan) qui apparaît pour la première fois dans une protestation écrite adressée au roi Charles Quint en raison du détournement des impôts de Castille par ce dernier.